# Nieuwe Rotterdamsche Courant

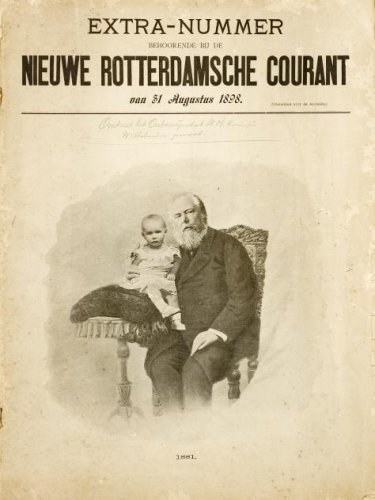
NRC 1898 (Prinsessa Vilhelmina och Vilhelm III)

Nieuwe Rotterdamsche Courant var en liberal-konservativ nederländsk tidning, grundad 1843 och från 1844 utgiven som dagstidning, den första i sitt slag i Nederländerna.